# Falęcin (powiat pruszkowski)
Falęcin – wieś sołecka w Polsce położona w województwie mazowieckim, w powiecie pruszkowskim, w gminie Brwinów.
Wieś jest siedzibą sołectwa Falęcin w skład którego wchodzi także Grudów.
Wieś szlachecka Falencinek Milanowko położona była w drugiej połowie XVI wieku w powiecie błońskim ziemi warszawskiej województwa mazowieckiego.
31 grudnia 1961 część Falęcina o nazwie Falęcin-Naddawki włączono do miasta Milanówka.
W latach 1975–1998 miejscowość należała administracyjnie do województwa warszawskiego.

## Linki zewnętrzne

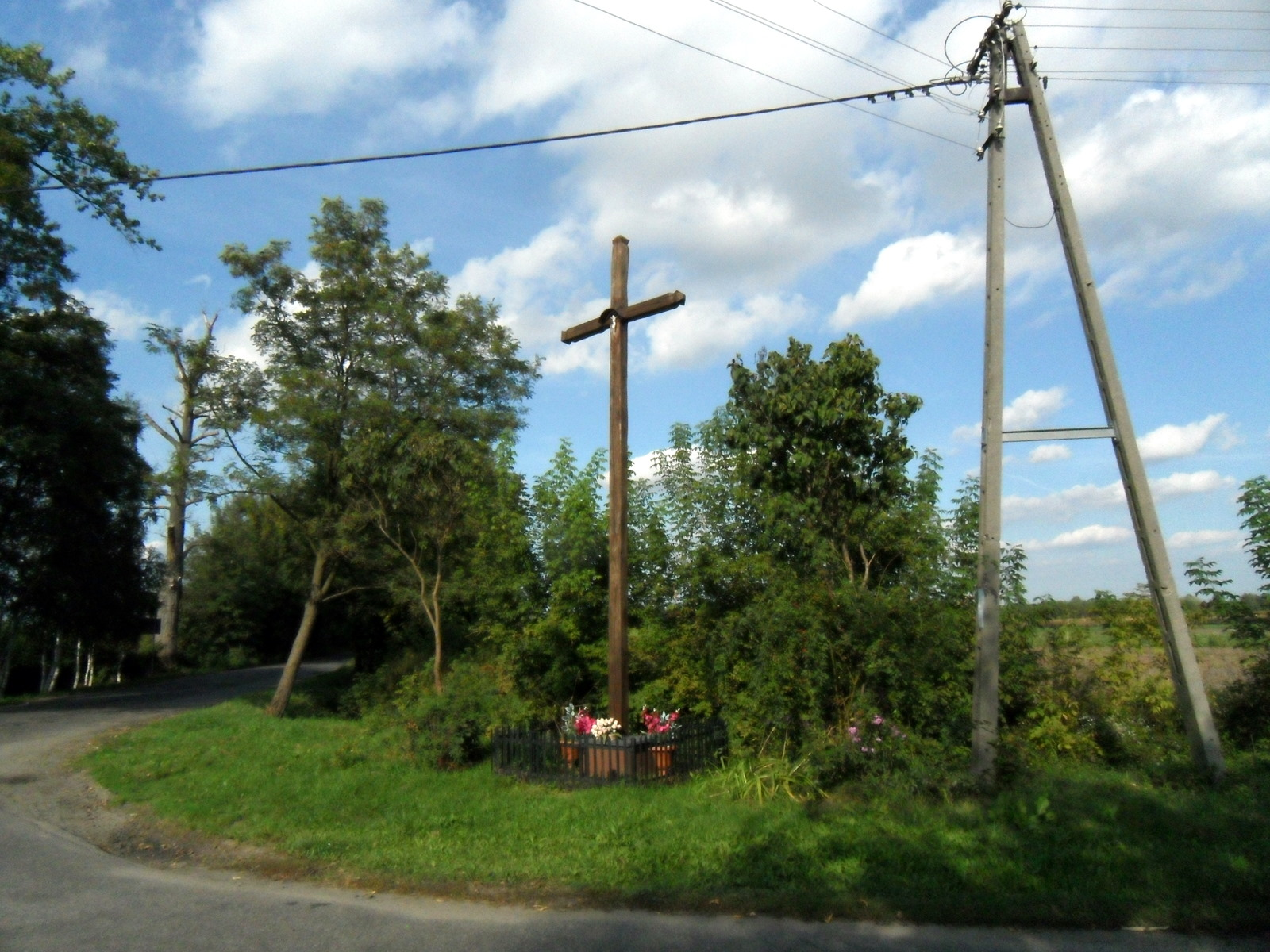
Krzyż przydrożny w Falęcinie